# Junge Freiheit

Junge Freiheit (česky Mladá svoboda) je německý týdeník pro politiku a kulturu. Založen byl ve Freiburgu v roce 1986 jako reakce na dominanci levicové generace z roku 1968. Později se přesunulo sídlo časopisu do Postupimi a posléze do Berlína.
Náklad týdeníku je zhruba 35 000 výtisků a jeho zakladatelem a šéfredaktorem je Dieter Stein.